# Fédération ivoirienne de volley-ball
La Fédération ivoirienne de volley-ball est l'organisme qui vulgarise et gère la pratique du volley-ball en Côte d'Ivoire. C'est une association d’intérêt public[réf. nécessaire] créée en 1960, affiliée à la Confédération africaine de volley-ball et à la Fédération internationale de volley-ball.
WHADJA AIZAN PASCAL a été élu président de la Fédération Ivoirienne de volley-ball depuis 2021[réf. à confirmer]